# Lac Osisko
Lac Osisko är en sjö i Kanada.   Den ligger i regionen Abitibi-Témiscamingue och provinsen Québec, i den sydöstra delen av landet, 400 km nordväst om huvudstaden Ottawa. Lac Osisko ligger 288 meter över havet. Arean är 7,0 kvadratkilometer. Den sträcker sig 2,8 kilometer i nord-sydlig riktning, och 3,4 kilometer i öst-västlig riktning.
Följande samhällen ligger vid Lac Osisko:
- Rouyn-Noranda (24 023 invånare)

I omgivningarna runt Lac Osisko växer i huvudsak blandskog. Runt Lac Osisko är det ganska glesbefolkat, med 42 invånare per kvadratkilometer.